# 新北捷運公司
25°11′45.2″N 121°25′47.0″E / 25.195889°N 121.429722°E
新北大眾捷運股份有限公司（英語：New Taipei Metro Corporation，簡稱新北捷運公司）為新北捷運系統的營運機構，由新北市政府獨資成立。

## 歷史
原本包括新北市在內的臺北都會區各捷運線，均由臺北捷運公司營運。2017年6月8日，新北市市長朱立倫在新北市議會接受市政總質詢，面對民主進步黨黨團質詢「為何新北不自己成立捷運公司」時，宣布將依法於2017年底或2018年初成立新北捷運公司，專司新北捷運的經營。
根據2017年6月新北市政府規畫，淡海輕軌營運首3年以新臺幣6.9億元委由工程統包商中國鋼鐵公司（代營運維修專業分包廠商高雄捷運公司）營運、維修、養護工作，新北捷運公司則是負責行政、財務、票價、盈虧等。依統包工程契約規定，第一階段委託營運3年，另可評估繼續委託代維修操作再2年或由新北捷運公司自行操作營運。
2018年1月26日，新北捷運公司設立登記完成，並由新北市副市長李四川兼任董事長及總經理。同年3月1日，新北捷運公司董事會通過，改派前交通部部長陳建宇擔任董事長，新北市政府交通局主任秘書吳國濟擔任總經理。
2018年12月24日淡海輕軌綠山線營運通車，新北捷運公司以營運準備期不到1年，成為捷運同業中準備期最短之營運機構，2019年2月7日創下綠山線單日2萬9,754人最高輸運量。
2020年11月15日淡海輕軌藍海線營運通車，2021年2月15日淡海輕軌全線單日2萬9,337人為歷史次高運量。
2021年7月16日由新北市副市長吳明機擔任新北捷運公司第2任董事長至2023年1月15日。
2023年1月16日由新北市政府秘書長林祐賢擔任新北捷運公司第3任董事長。
2023年2月10日安坑輕軌通車營運，2月12日創下安坑線單日2萬9,032人最高輸運量。
2023年5月23日環狀線第一階段之地方主管機關正式移轉予新北市政府，由新北捷運公司擔任營運機構並完成自主營運準備，負責相關營運策略、檢修維護、行車調度、品牌定位與行銷活動等。2023年9月28日，新北捷運公司創下環狀線單日7萬2,886人最高輸運量（北捷營運期間，2022年平均日運量為4萬854人）。
2023年7月21日，新北捷運公司、臺北捷運公司、桃園捷運公司、臺中捷運公司及高雄捷運公司共同成立「捷運聯盟（英語：Metro Taiwan）」
2024年9月13日，捷運聯盟與新加坡SMRT集團簽署備忘錄與共享資源，與國際接軌相互汲取成功經驗。
2024年12月12日，環狀線全線復駛通車。歷經地震部分路段停駛253天，全線上午12點恢復通車，並贈出650張超級好友卡作為搭乘回饋。同日「新北捷運公司 X 全家便利商店─十四張站聯名概念店」開幕，「大車站計畫」營造嶄新服務模式。
2025年1月2日，淡海輕軌跨年單日高峰，單日運量逾3萬6,000人次，創歷史新高。
2025年4月22日，「OPEN淡海機廠」首發導覽團，淡海輕軌觀光加值，活動首次向公眾開放北台灣第一座輕軌五級維修基地。
2025年6月13日，安坑輕軌獲得「全球卓越建設」銀獎。
2025年5月29日，引進「防刺裝備」強化車廂安全，以應對突發危安事件的能力。

## 管轄
| 計畫・建設／營運     | 台北捷運公司 | 新北捷運公司                                                                 |
| -------------------- | --- | ---------------------------------------------------------------------------- |
| 台北市政府捷運工程局 | 淡水線 中和線 新店線 板橋線 土城線 蘆洲線 新莊線 環狀線全環 （2020年—2023年5月23日） 萬大線 民生汐止線（臺北市段） | 環狀線第一階段 （2023年5月23日）                                             |
| 新北市政府捷運工程局 | | 三鶯線 淡海輕軌 安坑輕軌 深坑輕軌 五股泰山輕軌 民生汐止線（汐東段） 基隆捷運 |
| 桃園市政府捷運工程局 | | 三鶯線（桃園大湳延伸段）                                                     |

## 組織架構
- 股東
  - 監察人
- 董事會
- 董事長
  - 主任秘書
  - 稽核室
- 總經理
  - 副總經理
    - 輕軌營運處
    - 輕軌維修處
    - 行政處
    - 企劃處
    - 工安處
    - 中運量營運處
    - 中運量維修處

### 業務單位
- 企劃處：公司經營策略之研擬、開發事業規劃與執行、制定招商策略、新北市政府與新北市議會及媒體聯繫、行銷策略擬定、旅客服務中心營運、契約及法律文件會核、訴訟案件協辦、智慧財產權相關保護、個人資料保護法諮詢及採購等事項。
- 行政處：公司組織與人事制度研擬或修訂、人力發展訓練、勞資關係、財務規劃、財產管理、股票發行與管理、預（決）算編製與執行控管、稅捐編製與申報、會計制度研擬或修訂、公司整體資訊之發展等事項。
- 工安處：公司品質政策規劃推動管理及品質稽查工作執行、勞工安全衛生及營運安全之規劃督導、災害防救與緊急應變等事項。
- 輕軌營運處：負責輕軌系統之行車控制、車務、站務及票務等規劃管理及業務執行、運務相關規章制度之研擬或修訂等事項。
- 輕軌維修處：負責輕軌系統之車輛、機具、軌道、機電設施等之維修業務、維修技術之研究發展、小型新增及改善工程規劃、維修相關規章制度之研擬或修訂等事項。
- 中運量營運處：負責中運量捷運系統之行車控制、車務、站務及票務等規劃管理及業務執行、運務相關規章制度之研擬或修訂等事項。
- 中運量維修處：負責中運量捷運系統車輛、機具、軌道、機電設施等之維修業務、維修技術之研究發展、小型新增及改善工程規劃、維修相關規章制度之研擬或修訂等事項。

## 歷任董事長
| 任別   | 姓名   | 就任時間      | 卸任時間      | 備註                                                                             |
| 董事長 | 董事長 | 董事長        | 董事長        | 董事長                                                                           |
| ------ | ------ | ------------- | ------------- | -------------------------------------------------------------------------------- |
| 1      | 陳建宇 | 2018年6月1日  | 2021年7月15日 | 第24任中華民国交通部部長                                                         |
| 2      | 吳明機 | 2021年7月16日 | 2023年1月15日 | 經濟部工業局局長、經濟部中小企業處處長、新北市政府副市長                         |
| 3      | 林祐賢 | 2023年1月16日 | 現任          | 新北市政府秘書長、副秘書長、主計處處長、臺北縣政府主計處處長；交通部會計處會計長 |

## 外部連結
- 新北捷運公司 （页面存档备份，存于） （繁體中文）
- 新北捷運局的Facebook專頁
- YouTube上的新北捷運公司頻道